# ユルク・シュービガー
ユルク・シュービガー（Jürg Schubiger、1936年10月14日 - 2014年9月15日）はスイスの児童文学作家。